# Lei dos Direitos Civis de 1964

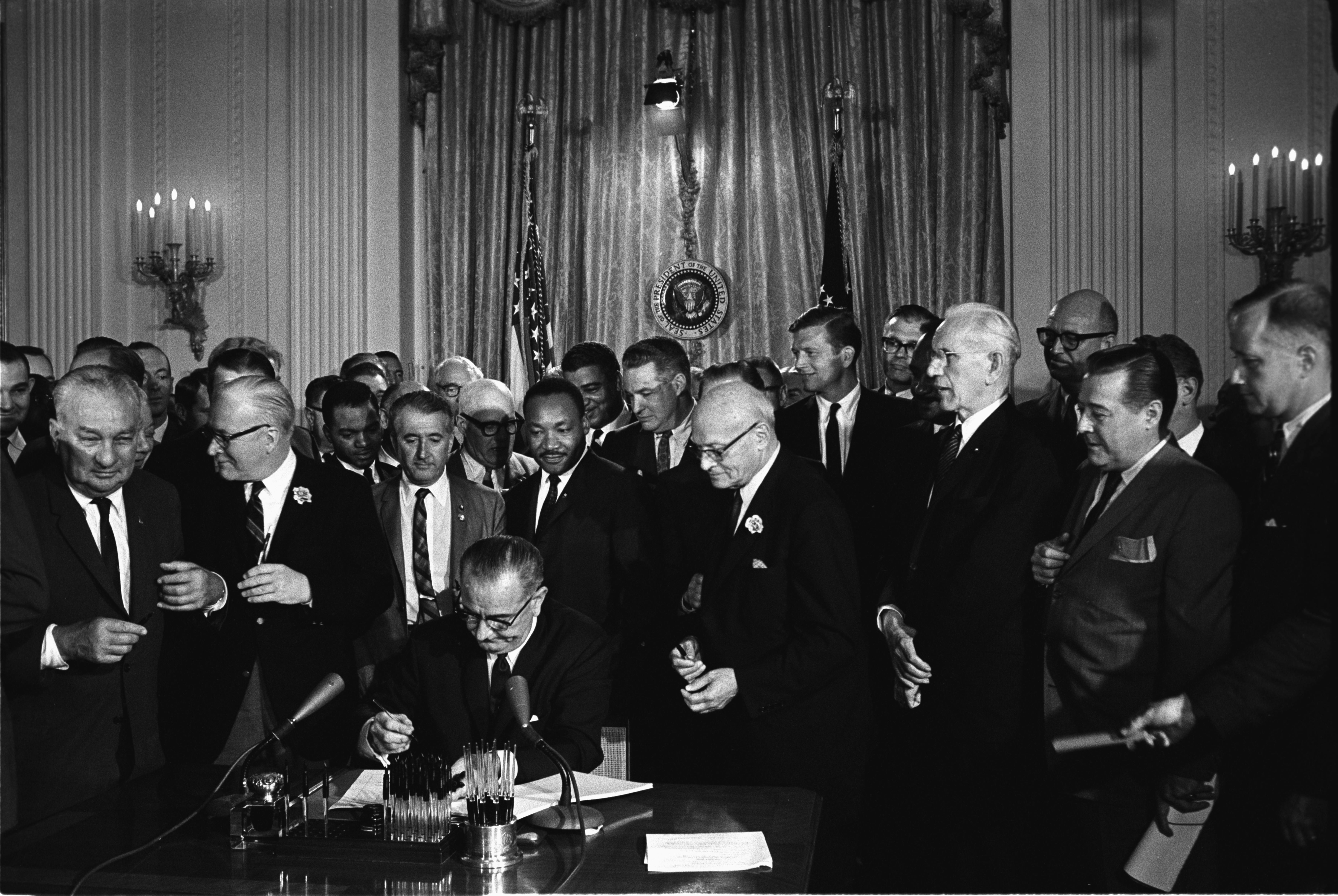
Lyndon Johnson assina a Lei dos Direitos Civis, a 2 de julho de 1964.

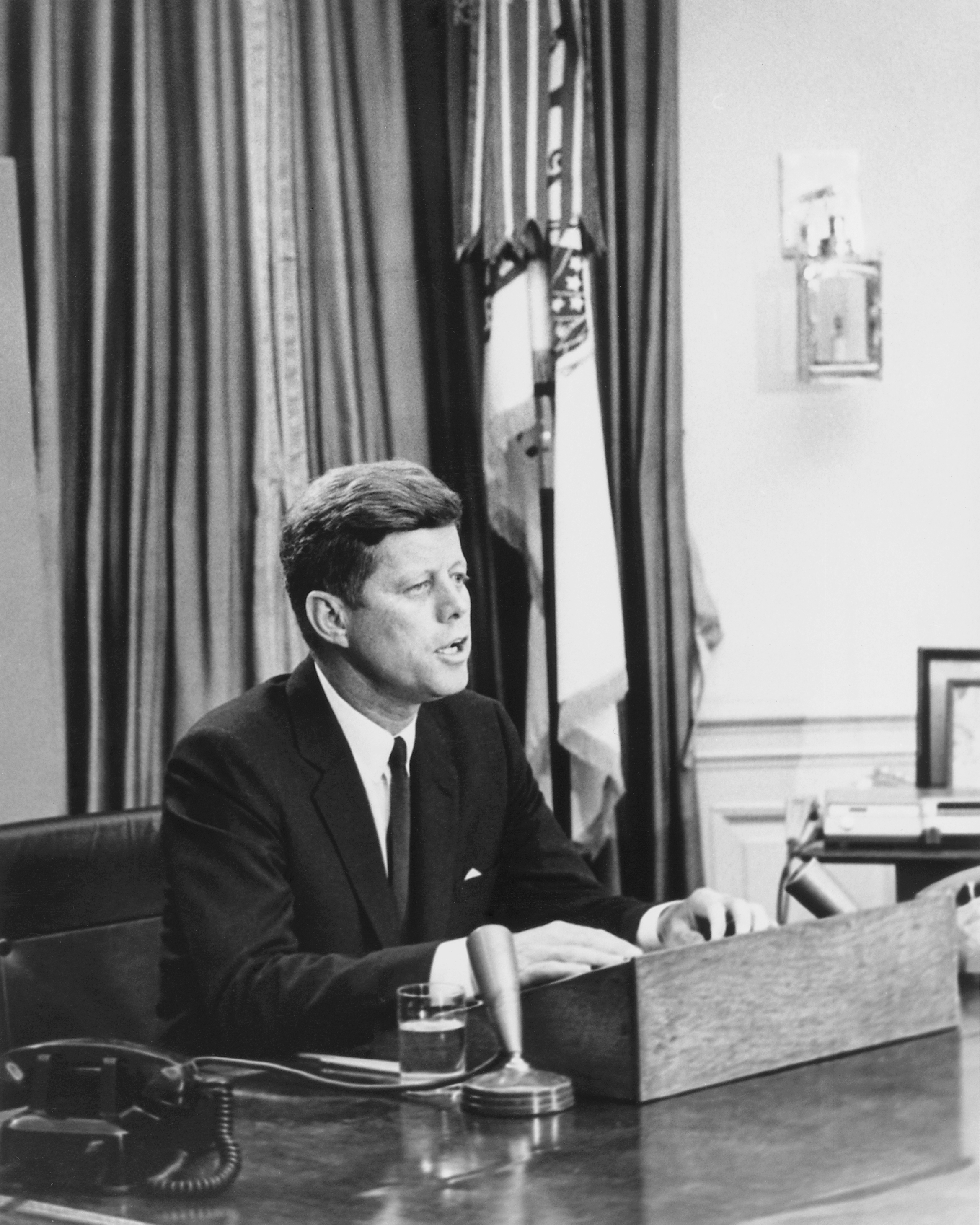
Kennedy em seu discurso à nação pelos direitos civis, em junho de 1963.

A Lei dos Direitos Civis de 1964 (Civil Rights Act, em inglês) é uma legislação que virou um marco nos direitos civis e trabalhistas nos Estados Unidos que proíbe a discriminação com base em raça, cor, religião, sexo, nacionalidade e, posteriormente, orientação sexual e identidade de gênero. Ela proíbe a aplicação desigual dos requisitos de registro eleitoral, a segregação em escolas e alojamentos públicos e a discriminação empregatícia. Foi considerada como sendo "uma das conquistas legislativas mais significativas da história americana". Essa lei pôs fim aos diversos sistemas estaduais de segregação racial, conhecidos como Jim Crow, e foi promulgada em 2 de julho de 1964, estabelecendo um marco legal naquele país.
A lei teve sua proposta iniciada pelo então presidente John F. Kennedy em seu pronunciamento de 11 de junho de 1963, no qual ele pedia que fosse criada uma legislação capaz de "dar a todos os americanos o direito de serem servidos em todas as instalações abertas ao público - como hotéis, restaurantes, teatros, lojas e estabelecimentos similares", e ainda para "reforçar a proteção ao direito de voto."